# Acer wieri
Acer wieri é uma espécie de árvore do gênero Acer, pertencente à família Aceraceae.